# Superliga de Dinamarca 2017-18
La temporada 2017-18 fue la vigésimo octava edición de la Superliga Danesa. La temporada comenzó el 14 de julio de 2017 y finalizó el 28 de mayo de 2018. El FC Midtjylland se proclamó campeón por segunda vez tras el campeonato logrado en 2015.

## Formato
Los 14 equipos participantes jugaron entre sí todos contra todos dos veces totalizando 26 partidos cada uno, al término de la fecha 26 los seis primeros clasificados pasaron a jugar el Grupo campeonato, mientras que los otros ocho pasaron a jugar el grupo descenso. Los puntos obtenidos hasta la fecha 26 fueron transferidos a la segunda fase, ya sea al Grupo Campeonato o Grupo Descenso.
En el grupo campeonato los equipos jugaron entre sí otras dos veces más sumando diez partidos más, el primer clasificado se coronó campeón de la liga y obtuvo un cupo para la segunda ronda de la Liga de Campeones de la UEFA 2018-19, mientras que el subcampeón obtuvo un cupo para la primera ronda de la Liga Europa de la UEFA 2018-19. El tercer equipo clasificado deberá jugar los Playoffs de clasificación para la Liga Europea 2017-18 contra un equipo proveniente del Grupo descenso.
En el grupo descenso los ocho equipos fueron divididos en dos grupos dentro de los cuales jugarán todos contra todos dos veces sumando seis partidos más, el primer y segundo clasificado de cada grupo pasaron a jugar los play-offs para la Liga Europea 2017-18, mientras que los dos últimos de cada grupo jugaron los Play-offs de relegación.
Un cupo para la segunda ronda de la Liga Europea 2018-19 es asignado al campeón de la Copa de Dinamarca.

## Ascensos y descensos
| Pos. | Descendido de Superliga de Dinamarca 2016-17 |
| ---- | -------------------------------------------- |
| 13.º | Viborg FF                                    |
| 14.º | Esbjerg fB                                   |

| Pos. | Ascendido de Primera División de Dinamarca 2016-17 |
| ---- | -------------------------------------------------- |
| 1.º  | Hobro IK                                           |
| 2.º  | FC Helsingør                                       |

## Equipos participantes
| Club                 | Ciudad     | Estadio                | Capacidad |
| -------------------- | ---------- | ---------------------- | --------- |
| Aalborg Boldspilklub | Aalborg    | Aalborg Portland Park  | 16.000    |
| AC Horsens           | Horsens    | CASA Arena Horsens     | 8.000     |
| AGF Aarhus           | Aarhus     | Aarhus Idrætspark      | 20.032    |
| Brøndby IF           | Copenhague | Estadio Brøndby        | 28.000    |
| FC Helsingør         | Elsinor    | Helsingør Stadium      | 4.500     |
| FC Copenhagen        | Copenhague | Parken Stadion         | 38.065    |
| FC Midtjylland       | Herning    | MCH Arena              | 12.000    |
| FC Nordsjælland      | Farum      | Farum Park             | 10.300    |
| Hobro IK             | Hobro      | DS Arena               | 6.000     |
| Lyngby BK            | Lyngby     | Lyngby Stadion         | 9.680     |
| OB Odense            | Odense     | Odense Stadion         | 15.700    |
| Randers FC           | Randers    | BioNutria Park Randers | 12.000    |
| Silkeborg IF         | Silkeborg  | JYSK Park              | 9.800     |
| SønderjyskE          | Haderslev  | Sydbank Park           | 10.000    |

## Tabla de posiciones

### Temporada regular
Actualizado el 18 de marzo de 2018.
| Pos. | Equipo               | Pts. | PJ | G  | E  | P  | GF | GC | Dif. | Clasificación                     |
| ---- | -------------------- | ---- | -- | -- | -- | -- | -- | -- | ---- | --------------------------------- |
| 1    | Brøndby              | 60   | 26 | 18 | 6  | 2  | 58 | 24 | +34  | Clasificación al Grupo Campeonato |
| 2    | FC Midtjylland       | 60   | 26 | 19 | 3  | 4  | 60 | 29 | +31  | Clasificación al Grupo Campeonato |
| 3    | FC Nordsjælland      | 50   | 26 | 15 | 5  | 6  | 62 | 41 | +21  | Clasificación al Grupo Campeonato |
| 4    | FC Copenhagen        | 44   | 26 | 13 | 5  | 8  | 50 | 33 | +17  | Clasificación al Grupo Campeonato |
| 5    | Aalborg Boldspilklub | 36   | 26 | 8  | 12 | 6  | 28 | 27 | +1   | Clasificación al Grupo Campeonato |
| 6    | Horsens              | 35   | 26 | 7  | 14 | 5  | 32 | 34 | −2   | Clasificación al Grupo Campeonato |
| 7    | Hobro                | 32   | 26 | 8  | 8  | 10 | 34 | 34 | 0    | Clasificación al Grupo Descenso   |
| 8    | SønderjyskE          | 31   | 26 | 8  | 7  | 11 | 36 | 34 | +2   | Clasificación al Grupo Descenso   |
| 9    | OB Odense            | 31   | 26 | 8  | 7  | 11 | 32 | 31 | +1   | Clasificación al Grupo Descenso   |
| 10   | AGF Aarhus           | 29   | 26 | 7  | 8  | 11 | 23 | 36 | −13  | Clasificación al Grupo Descenso   |
| 11   | Silkeborg            | 28   | 26 | 8  | 4  | 14 | 31 | 48 | −17  | Clasificación al Grupo Descenso   |
| 12   | Lyngby               | 21   | 26 | 4  | 9  | 13 | 31 | 53 | −22  | Clasificación al Grupo Descenso   |
| 13   | Randers              | 20   | 26 | 4  | 8  | 14 | 23 | 46 | −23  | Clasificación al Grupo Descenso   |
| 14   | FC Helsingør         | 20   | 26 | 6  | 2  | 18 | 22 | 52 | −30  | Clasificación al Grupo Descenso   |

 Fuente: Danish Football Association (en danés), Soccerway
Criterios de clasificación: 1) Puntos; 2) puntos entre sí; 3) diferencia de goles; 4) Goles marcados.

### Grupo campeonato
| Pos. | Equipo               | Pts. | PJ | G  | E  | P  | GF | GC | Dif. |                                                               |
| ---- | -------------------- | ---- | -- | -- | -- | -- | -- | -- | ---- | ------------------------------------------------------------- |
| 1    | FC Midtjylland (C)   | 85   | 36 | 27 | 4  | 5  | 80 | 39 | +41  | Clasifica a Liga de Campeones de la UEFA 2018-19              |
| 2    | Brøndby              | 81   | 36 | 24 | 9  | 3  | 82 | 37 | +45  | Segunda fase clasificatoria de Liga Europa de la UEFA 2018-19 |
| 3    | FC Nordsjælland      | 59   | 36 | 17 | 8  | 11 | 76 | 58 | +18  | Primera fase clasificatoria de Liga Europa de la UEFA 2018-19 |
| 4    | FC Copenhagen        | 58   | 36 | 17 | 7  | 12 | 65 | 47 | +18  | Playoffs para la Liga Europea                                 |
| 5    | Aalborg Boldspilklub | 45   | 36 | 10 | 15 | 11 | 38 | 44 | −6   |                                                               |
| 6    | AC Horsens           | 40   | 36 | 8  | 16 | 12 | 43 | 57 | −14  |                                                               |

 Fuente: Soccerway

## Grupo descenso

### Grupo A
| Pos. | Equipo       | Pts. | PJ | G  | E | P  | GF | GC | Dif. | Clasificación o descenso                            |
| ---- | ------------ | ---- | -- | -- | - | -- | -- | -- | ---- | --------------------------------------------------- |
| 1    | Hobro IK     | 44   | 32 | 12 | 8 | 12 | 41 | 39 | +2   | Clasifica a playoffs Europa League cuartos de final |
| 2    | AGF Aarhus   | 41   | 32 | 11 | 8 | 13 | 35 | 43 | −8   | Clasifica a playoffs Europa League cuartos de final |
| 3    | Silkeborg IF | 32   | 32 | 9  | 5 | 18 | 39 | 60 | −21  | Clasifica a playoffs de descenso                    |
| 4    | FC Helsingør | 27   | 32 | 8  | 3 | 21 | 28 | 61 | −33  | Clasifica a playoffs de descenso                    |

 Fuente: Soccerway
Criterios de clasificación: 1) Puntos; 2) puntos entre sí; 3) diferencia de goles; 4) Goles marcados.

### Grupo B
| Pos. | Equipo      | Pts. | PJ | G  | E  | P  | GF | GC | Dif. | Clasificación o descenso                            |
| ---- | ----------- | ---- | -- | -- | -- | -- | -- | -- | ---- | --------------------------------------------------- |
| 1    | OB Odense   | 42   | 32 | 11 | 9  | 12 | 43 | 37 | +6   | Clasifica a playoffs Europa League cuartos de final |
| 2    | SønderjyskE | 41   | 32 | 11 | 8  | 13 | 42 | 40 | +2   | Clasifica a playoffs Europa League cuartos de final |
| 3    | Randers FC  | 30   | 32 | 7  | 9  | 16 | 32 | 52 | −20  | Clasifica a playoffs de descenso                    |
| 4    | Lyngby BK   | 23   | 32 | 4  | 11 | 17 | 35 | 65 | −30  | Clasifica a playoffs de descenso                    |

 Fuente: Soccerway
Criterios de clasificación: 1) Puntos; 2) puntos entre sí; 3) diferencia de goles; 4) Goles marcados.

## Playoffs para la Liga Europea

### Cuartos de final
Participan los ganadores y segundos de los dos grupos de descenso. (6 y 13 de mayo de 2018)
| Equipo 1    | Agr.     | Equipo 2  | Ida | Vuelta |
| ----------- | -------- | --------- | --- | ------ |
| Aarhus GF   | 6–4      | Odense BK | 3–2 | 3–2    |
| SønderjyskE | (gv) 3–3 | Hobro IK  | 1–0 | 2–3    |

### Semifinal
Participan los ganadores de cuartos de final. (19 y 22 de mayo de 2018)
| Equipo 1  | Agr. | Equipo 2    | Ida | Vuelta |
| --------- | ---- | ----------- | --- | ------ |
| Aarhus GF | 4–2  | SønderjyskE | 2–2 | 2–0    |

### Final
| Local         | Resultado | Visitante  | Fecha      | Sede           |
| ------------- | --------- | ---------- | ---------- | -------------- |
| FC Copenhagen | 4 – 1     | AGF Aarhus | 25 de mayo | Parken Stadion |

| FC Copenhagen Clasificado a la Liga Europea |

## Playoffs de relegación
Ronda 1
Participan los terceros y cuartos de los grupos de descenso. (6 y 13 de mayo de 2018)
| Equipo 1     | Agr. | Equipo 2     | Ida | Vuelta |
| ------------ | ---- | ------------ | --- | ------ |
| FC Helsingør | 2–3  | Randers FC   | 1–1 | 1–2    |
| Lyngby BK    | 4–3  | Silkeborg IF | 2–1 | 2–2    |

Ronda 2
Los dos ganadores y los dos perdedores de la primera ronda se enfrentan aquí. (17 y 21 de mayo de 2018)
| Equipo 1     | Agr. | Equipo 2     | Ida | Vuelta |
| ------------ | ---- | ------------ | --- | ------ |
| FC Helsingør | 4–5  | Silkeborg IF | 1–1 | 3–4    |

- Silkeborg ganó 5-4 en el global. Como resultado, Helsingør es relegado, mientras que Silkeborg se enfrenta a Esbjerg fB en la ronda 3 para evitar el descenso.
| Equipo 1   | Agr. | Equipo 2  | Ida | Vuelta |
| ---------- | ---- | --------- | --- | ------ |
| Randers FC | 4–2  | Lyngby BK | 2–1 | 2–1    |

- Randers ganó 4-2 en el global. Como resultado, Randers evita el descenso, Lyngby se enfrenta a Vendsyssel en la ronda 3 para evitar el descenso.
Ronda 3
| Equipo 1      | Agr. | Equipo 2   | Ida | Vuelta |
| ------------- | ---- | ---------- | --- | ------ |
| Vendsyssel FF | 3–1  | Lyngby BK  | 1–0 | 2–1    |
| Silkeborg IF  | 1–3  | Esbjerg fB | 1–0 | 0–3    |

- Vendsyssel FF y Esbjerg fB son promovidos a la Superliga, Lyngby BK y Silkeborg IF descienden a la Primera División Danesa.

## Goleadores
- Actualizado al 2 de mayo de 2018
| Pos. | Jugador                 | Club            | Goles |
| ---- | ----------------------- | --------------- | ----- |
| 1    | Pål Alexander Kirkevold | Hobro IK        | 21    |
| 2    | Emiliano Marcondes      | FC Nordsjælland | 17    |
| 2    | Teemu Pukki             | Brøndby         | 17    |
| 4    | Ernest Asante           | FC Nordsjælland | 16    |
| 5    | Anders K. Jacobsen      | OB Odense       | 14    |
| 6    | Pieros Sotiriou         | FC Copenhague   | 13    |
| 6    | Kamil Wilczek           | Brøndby         | 13    |
| 8    | Federico Santander      | FC Copenhague   | 11    |
| 8    | Mathias Jensen          | FC Nordsjælland | 11    |

## Primera División Danesa
| Pos. | Equipo        | Pts. | PJ | G  | E  | P  | GF | GC | Dif. | Promotion or Relegation     |
| ---- | ------------- | ---- | -- | -- | -- | -- | -- | -- | ---- | --------------------------- |
| 1    | Vejle BK (C)  | 65   | 33 | 18 | 11 | 4  | 47 | 24 | +23  | Ascenso a Superliga Danesa  |
| 2    | Esbjerg fB    | 60   | 33 | 18 | 6  | 9  | 61 | 36 | +25  | Promotion playoffs          |
| 3    | Vendsyssel FF | 56   | 33 | 15 | 11 | 7  | 59 | 42 | +17  | Promotion playoffs          |
| 4    | Viborg FF     | 54   | 33 | 15 | 9  | 9  | 58 | 42 | +16  |                             |
| 5    | HB Køge       | 52   | 33 | 14 | 10 | 9  | 42 | 31 | +11  |                             |
| 6    | FC Fredericia | 42   | 33 | 11 | 9  | 13 | 48 | 47 | +1   |                             |
| 7    | Nykøbing FC   | 40   | 33 | 10 | 10 | 13 | 54 | 59 | −5   |                             |
| 8    | Thisted FC    | 40   | 33 | 10 | 10 | 13 | 42 | 53 | −11  |                             |
| 9    | Fremad Amager | 40   | 33 | 11 | 7  | 15 | 27 | 42 | −15  |                             |
| 10   | FC Roskilde   | 38   | 33 | 10 | 8  | 15 | 41 | 49 | −8   |                             |
| 11   | Brabrand IF   | 34   | 33 | 8  | 10 | 15 | 34 | 61 | −27  | Descenso a Segunda División |
| 12   | Skive IK      | 18   | 33 | 3  | 9  | 21 | 33 | 60 | −27  | Descenso a Segunda División |

 Fuente: Danish FA